# Laurent Riou
 (août 2011).
Si vous disposez d'ouvrages ou d'articles de référence ou si vous connaissez des sites web de qualité traitant du thème abordé ici, merci de compléter l'article en donnant les références utiles à sa vérifiabilité et en les liant à la section « Notes et références ».
Pour les articles homonymes, voir Riou.
Laurent Riou, né le 11 février 1958, est un compositeur français.

## Biographie
Études au Conservatoire national supérieur de musique de Paris auprès de Roger Boutry, Betsy Jolas et Jean-Paul Holstein.
Il bénéficie aussi des conseils amicaux de Jean-Louis Florentz.
Titulaire du C.A. d'écriture musicale, il enseigne l'harmonie, le contrepoint et la fugue au conservatoire de Montbéliard.
La musique de chambre est son domaine de prédilection.

## Œuvres principales
- 2006 :
  - Trio d'anches (publié aux éd. IMD) ;
- 2008 :
  - Sonate pour hautbois et piano (éd. du Hautbois), créée à Birmingham par Christian Schmitt (hautbois) et Véronique Ngo Sach Hien (piano) ;
- 2009 :
  - Capriccio pour hautbois et trois instruments ;
  - Partita pour alto seul ;
- 2010 :
  - Noctual pour trombone et piano, créé à Bâle (janvier 2011) au Museumnacht par Henri-Michel Garzia et Véronique Ngo Sach Hien ;
  - Trois miniatures pour deux flûtes ;
- 2011 :
  - Trois nocturnes pour clarinette et piano ;
  - Partita pour hautbois seul